# Фемлинг, Пеппе
Ханс Вильхельм (Пеппе) Фемлинг (швед. Hans Wilhelm "Peppe" Femling; род. 24 марта 1992, Евле) — шведский биатлонист и лыжник, олимпийский чемпион по биатлону 2018 года в эстафете.

## Биография

### Биатлон

#### Кубки мира
Дебютом спортсмена на Кубке мира по биатлону стала гонка в Оберхофе, где во время спринта Пеппе занял 92 место, не попав в пасьют. Позже, уже под конец сезона, спортсмен вновь принял участие в спринте, заняв, на этот раз, 87 место, и всё-таки опять не попав в гонку преследования.
Но карьера спортсмена на этом не заканчивается. Уже в следующем году спортсмен вновь принял участие на кубке мира по биатлону, где его лучшим результатом стало 6 место в одиночной эстафете.

#### Чемпионат мира
Во время сезона 2015, спортсмену всё-таки удалось  принять участие на чемпионате мира, где его лучшим результатом является 16 место в смешанной эстафете, в личных гонках его лучшим результатом стало 62 место в индивидуальной гонке.
Уже в следующем году спортсмен вновь принял участие на чемпионате мира в Осло, где его лучшим результатом стало 6 место в эстафете, а в личных гонках - 37 место в индивидуальной гонке.

### Лыжный спорт
В лыжном спорте Пеппе состоит в клубе Hoegby Gif.
Среди его результатов стоит отметить гонку на 15 километров, проходившая 6 января 2017 года, где Пеппе удалось занять 2 место с отставанием размером с 32 секунды.
Помимо этого, спортсмен также участвовал и на юниорских гонках, среди которых можно отметить гонку в Швеции, где спортсмену опять же удалось занять второе место.

## Награды
- Королевская медаль Его Величества за заслуги перед шведским спортом (2019)[11]